# Soblahov
Soblahov (em húngaro: Cobolyfalu) é um município da Eslováquia, situado no distrito de Trenčín, na região de Trenčín. Tem 17,38 km² de área e sua população em 2018 foi estimada em 2.361 habitantes.

## Demografia
| Ano:        | 1994 | 2004   | 2014    | 2024   |
| ----------- | ---- | ------ | ------- | ------ |
| Broj ljudi: | 1872 | 1957   | 2240    | 2391   |
| Razlika:    |      | +4,54% | +14,46% | +6,74% |

| Ano:               | 2023 | 2024   |
| ------------------ | ---- | ------ |
| Número de pessoas: | 2388 | 2391   |
| Diferença:         |      | +0,12% |